# Манкус

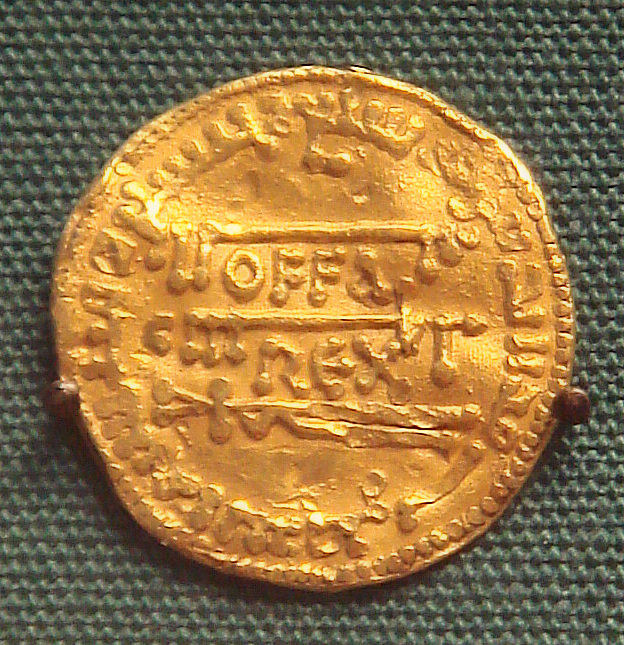
Манкус, або золотий динар англійського короля Оффи Мерсійського (757—796), копія динарів Аббасидського халіфату (774). Він поєднує латинську легенду OFFA REX з арабською легендою. Можна прочитати дату 157 р. хіджри (773—774 рр. н. е.). Британський музей.

Манкус (mancosus від арабської manqūsh منقوش) — назва, яка використовувалась в Європі раннього середньовіччя для позначення золотої монети, що була еквівалентом ісламського золотого динара вагою 4,25 г золота і, отже, приблизно на 0,3 г легше, ніж візантійський солід), або розрахункової одиниці в тридцять срібних денаріїв. Один манкус приблизно оцінювалась місячна зарплата кваліфікованого робітника, наприклад, ремісника чи солдата. Розрізнити ці способи використання терміна манкус може бути надзвичайно важко: наприклад, заповіт англосаксонського короля Едреда, який помер у 955 році, добре ілюструє цю проблему, оскільки містить прохання «взяти дві тисячі манкусів золота та викарбувати їх у манкуси» (nime man twentig hund mancusa goldes і gemynetige до mancusan).

## Етимологія

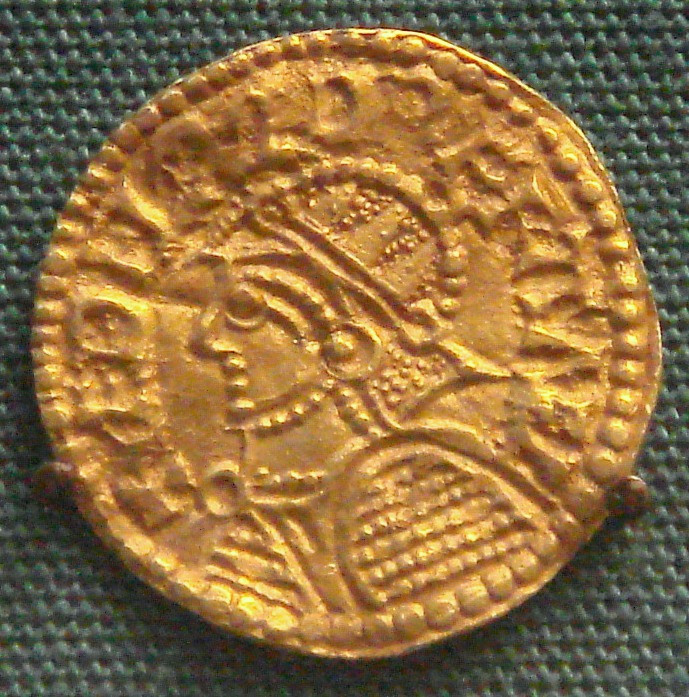
Манкус короля Етельреда II, 1003—1006.

Походження слова манкус довгий час було причиною суперечок, хоча зараз загальновизнано, що манкус походить від арабського слова منقوش (manqūsh — «ліпити, гравірувати, надписувати»), яке часто використовувалося в нумізматичному контексті для значення «битий». Проте Філіп Грірсон пов'язував це слово з латинським прикметником mancus, що означає «дефектний», що вважалося посиланням на низьку якість золотих монет, що ходили в Італії у VIII столітті.
Термін манкус вперше з'являється в 770-х роках у Північній і Центральній Італії і до 780-х років досягає Англії. У листі, написаному в 798 році королю Мерсії Коенвульфу папою Левом III, згадується обіцянка, дана в 786 році королем Оффою, щороку надсилати 365 манкусів до Риму. Використання терміна манкус було на піку між IX і XI століттями, і після цього було обмежено лише в дуже конкретних місцях і контекстах.

## Монети

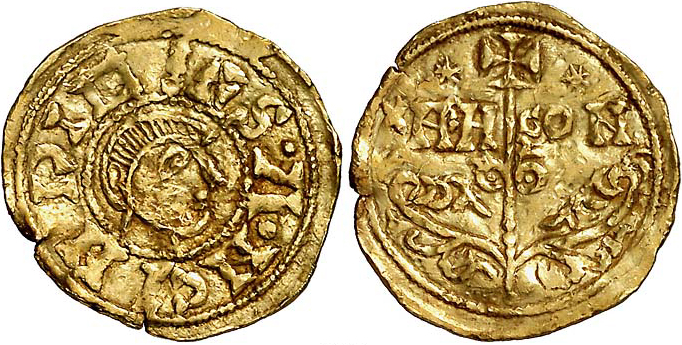
Арагонський золотий манкус Санчо I. 1,95 г. 18-каратного золота. Виготовлений 1089 р. в Хаці. АВЕРС: профіль Санчо Раміреса. Легенда: SANC(ius).IN D(ei).(nomi)NE (Санчо в ім'я Бога) або SANCI(I) N(OST)RI M(AN)C(USUS) за різними джерелами. РЕВЕРС: Процесійний хрест на ніжці з рослинними прикрасами з боків. Легенда: ARA-GON.

Важко підрахувати кількість справжніх золотих монет, що обертались на заході і які можна було б назвати манкусами. Через їх високу цінність такі монети мали меншу ймовірність бути загубленим, тоді як дефіцит золота призводив до того, що монети часто переплавляли для повторного використання. Дійсно, багато золотих монет, викарбуваних на заході між VIII і XIII століттями, були відкарбовані в невеликій кількості з певною метою (такою, як виплата викупу чи данини), і, ймовірно, не перебували в комерційному обігу на рівні з срібними монетами. У багатьох випадках вони чітко вказують на емітентів, таких як королі (наприклад, Кенвульф з Мерсії) імператори (як Людовик Благочестивий) або архієпископи (як Вігмунд Йоркський). З іншого боку, монети могли не посилатися на жодного короля, а натомість емітувались містом (наприклад, Шартром) або приватними особами, що отримували дозвіл карбувати монету (як Пендред та Чолхард у Лондоні у часи короля Оффи). Деякі золоті карбувались із використанням звичайних штампів для срібних монет. Окрім цих золотих монет місцевого карбування, на в західних країнах ходили деяка кількість справжніх арабських динарів та їх імітацій. Цікаво, що деякі з цих імітаційних динарів, у тому числі відомий екземпляр з іменем мерсійського короля Оффи, засновані на оригіналах, викарбуваних у 157 році гіджри (773 або 774 р. н. е.). Точне причина цього залишається невизрозумілою: можливо, що особливо багато арабських динарів цього року потрапило на захід з якоїсь причини.
Хоча збережені західні зразки ранньосередньовічних золотих монет імовірно становлять лише крихітну частку їх оригінальної кількості, треба мати на увазі, що до XIII століття золоті монети були надзвичайно рідкісними в Західній Європі: в Англії, наприклад, відомі лише вісім золотих монет зі змістовними легендами в період 650—1066 років, які можуть бути доповнені знахідками того ж періоду з півдюжини арабських золотих дінарів і біля десяти каролінгських золотих монет або їх імітацій. Значне і регулярне виробництво золотих монет відновилося лише в XIII столітті.